# Stanage Cairn

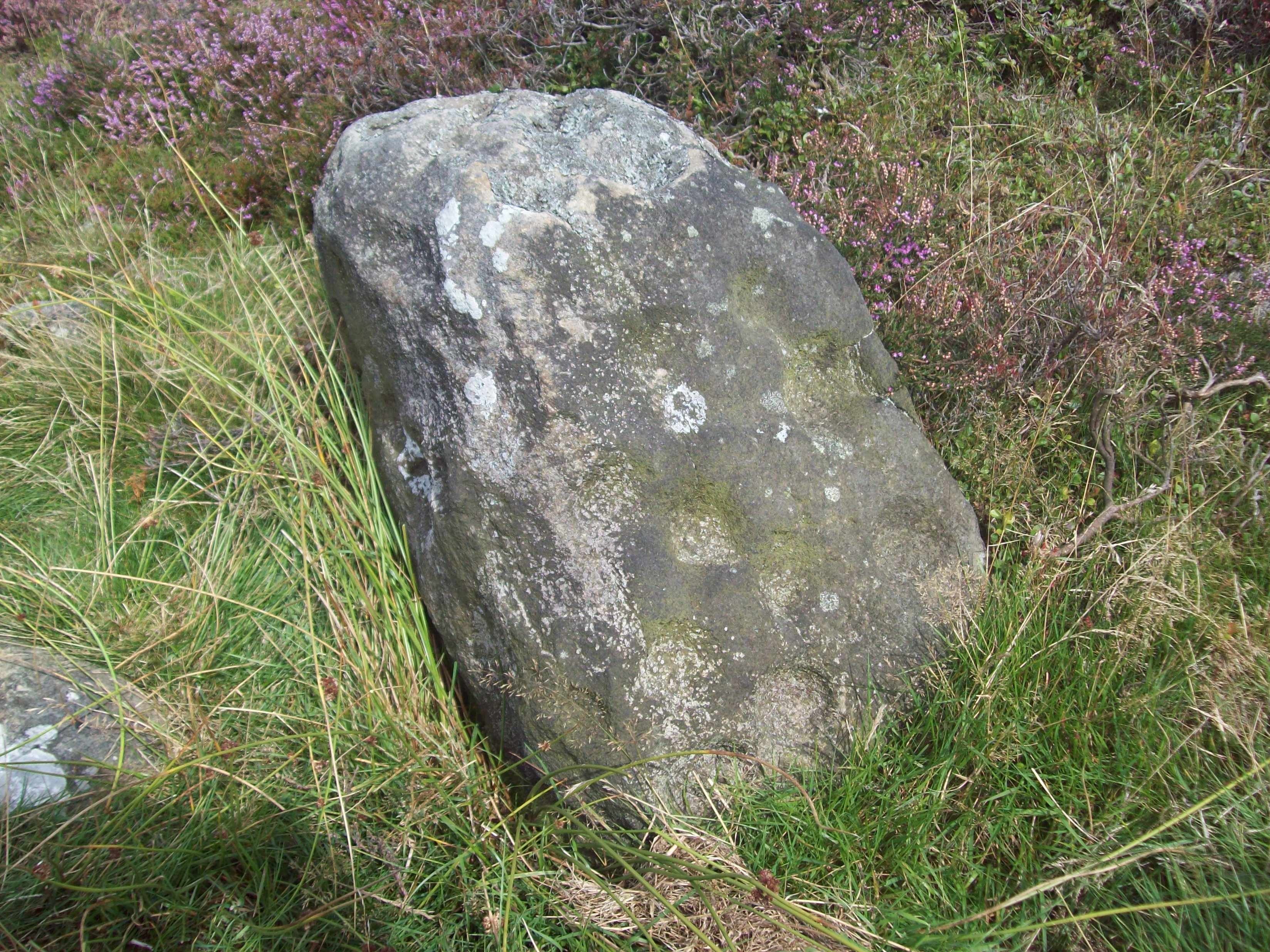
Der Schalenstein

Der Stanage Cairn auf der Westseite des Eyam Moors, nordwestlich von Grindleford, nördlich von Eyam, in Derbyshire in England ist ein bronzezeitlicher Rundhügel mit einem benachbarten Schalenstein in einem Gebiet, das auf den Karten als Stanage (nicht zu verwechseln mit Stanage Edge ein paar Meilen nördlich) markiert ist. Hier liegen einige Cairns aus der Bronzezeit. 
Der teilweise unter Gras begrabene ovale Cairn misst etwa 18,0 auf 15,0 Meter und ist unter einem Meter hoch. Es wird angenommen, dass er ursprünglich eine abgeflachte Spitze und einen Randsteinring hatte. Wie viele dieser Cairns wurde er im Zentrum durch Steinraub oder Raubgrabungen beschädigt.
Am Rand des Steinhügels steht ein dreieckiger Stein, der auf seinen Seiten mehrere ungewöhnlich große und tiefe Schälchen trägt – zehn bis zwölf auf der Südseite, acht auf der Westseite und acht auf der Oberseite (die wohl durch Verwitterung entstanden). Etwa 20 Meter nördlich des Cairns gibt es weitere Felsen mit Schälchen. Einer hat bis zu zehn, während der andere etwa ein halbes Dutzend hat. Es ist strittig, ob sie artifiziell oder natürlich sind.
Sie erinnern an den Coolstone von Eyam, in dessen Löcher man zu Zeiten der Pest in Essig getränktes Geld legte – man glaubte, der Essig töte die Infektion – um dafür von außerhalb Nahrung und Medizin zu kaufen.